# Irina Kolpakova
Irina Kolpakova, född 1933, är en rysk ballerina. Hon studerade vid Leningrads balettakademi med Agrippina Vaganova som läare. Kolpakova tog examen och började dansa i Kirovbaletten 1951. Hon gick i pension från dansandet 1987 och blev då danslärare. Hon är gift med dansaren Vladilen Semyonov.